# Obinna Ekezie
Obinna Ralph Ekezie (Port Harcourt, 22 agosto 1975) è un ex cestista nigeriano, professionista nella NBA, in Italia, in Serbia e in Russia.

## Carriera
È stato selezionato dai Vancouver Grizzlies al secondo giro del Draft NBA 1999 (37ª scelta assoluta).
Con la Nigeria ha disputato i Campionati mondiali del 1998.